# Matt Morgan
Matthew Thomas Morgan (10 de septiembre de 1976), es un político y luchador profesional retirado estadounidense conocido por su trabajo en la empresa Total Nonstop Action Wrestling (TNA). También ha trabajado en la World Wrestling Entertainment y en el programa American Gladiators bajo el nombre de Beast. Entre sus logros, destacan dos reinados como Campeón Mundial en Parejas de la TNA, además de ser el primer Campeón Peso Pesado de Ring Ka King. El 7 de mayo de 2019 fue elegido alcalde de Longwood, Florida.

## Carrera en el baloncesto
Morgan originalmente jugaba baloncesto colegial para la Monmouth University, y formó parte del equipo que participó en el torneo NCAA de 1996, pero fueron eliminados en la primera ronda por la Marquette University. Después del cambio de entrenador, Morgan fue transferido a la Universidad de Chaminade, donde se graduó. Morgan estuvo en pruebas para entrar a los Indiana Pacers y a los Toronto Raptors, pero fue rechazado en ambas, así que optó por una carrera en Lucha Libre Profesional.

## Carrera como luchador

### World Wrestling Federation/ Entertainment (2002-2005)

#### Ohio Valley Wrestling (2002 - 2003)
Matt Morgan fue introducido a la World Wrestling Entertainment como parte de su programa Tough Enough II, pero dejó el programa a causa de una lesión. En abril del 2002, Matt Morgan firmó un contrato con la WWE y fue asignado a la Ohio Valley Wrestling (OVW), debutanto el 2 de octubre como "The Blueprint" Matt Morgan, haciendo equipo con Mark Jindrak y derrotando a Bane & Lance Cade. Luchó esporádicamente, ganado usualmente batallas en desventaja hasta octubre del 2003, cuando fue llamado a la marca SmackDown!.

#### 2003 - 2004
Morgan debutó el 30 de octubre en un episodio de SmackDown! y fue invitado por el entonces General Manger de SmackDown!, Paul Heyman, para que se uniera al Team Lesnar, conformado por Brock Lesnar, Big Show, A-Train y Nathan Jones. En Survivor Series se enfrentaron al Team Angle, siendo eliminado Morgan por Angle y ganando el Team Angle. Después de eso, junto a sus compañeros de equipo, ayudando a Lesnar a ganar peleas.
Cuando Nathan Jones dejó WWE, Morgan ocasionalmente hacía equipo con Lesnar. Hizo equipo con Lesnar, Big Show, y Rhyno en una lucha en desventaja 4 a 2 contra Chris Benoit y John Cena en la edición de Smackdown! del 22 de enero del 2004, perdiendo. El 25 de enero, compitió en Royal Rumble, pero fue eliminado por Chris Benoit.

#### Ohio Valley Wrestling (2004 - 2005)
Después de que Lesnar dejara la WWE, Morgan fue enviado de vuelta a la OVW para tomar más experiencia, luchando de nuevo como "The Blueprint" Matt Morgan y el 14 de abril de 2004 derrotó aNick Dinsmore para convertirse en el Campeón Peso Pesado de la OVW. Retuvo el título durante 6 meses antes de perderlo ante Chris Cage el 13 de octubre de 2004. En el combate se había estipulado que, si Morgan perdía, no mostraría de nuevo su cara por la OVW, así que comenzó a suar una máscara y cambió su nombre simplemente a The Blueprint. Morgan volvió a ganar el Campeonato Peso Pesado el 13 de abril del 2005 en un evento en vivo de la OVW al derrotar a Elijah Burke, pero lo perdió 17 días después ante Brent Albright. Tras esto, volvió a SmackDown.

#### 2005
Morgan regresó a SmackDown! el 25 de abril, con un nuevo gimmick de tartamudo, quien defendía su trastorno del habla. En el episodio del 19 de mayo, se alió con Carlito Caribbean Cool y se volvió su guardaespaldas. Morgan ayudó a Carlito a derrotar a Big Show en Judgment Day, usando la llave final de Lesnar, el F-5. Este compañerismo terminó cuando Carlito fue enviado a Raw, y Morgan fue despedido de la WWE el 5 de julio de 2005. Su última lucha en la WWE fue en el episodio del 4 de julio contra William Regal, lucha que técnicamente no tuvo lugar pues Morgan fue atacado por The Mexicools antes de que Regal subiera al ring.

### Promociones Japonesas y Europeas (2005 - 2006)
Morgan emigró a la New Japan Pro Wrestling a finales del 2005, derrotando a Yuji Nagata en su lucha debut. Fue denominado como el "monstruo gaijin" y junto a Brock Lesnar, sería considerado uno de los mejores luchadores extranjeros de la NJPW, pero los planes para eso fueron abandonados cuando el decidió dejar la NJPW para probar suerte en la All Japan Pro Wrestling. Morgan debutó en All Japan Pro Wrestling como miembro del grupo de orientación a extranjeros de Taka Michinoku, RO&D. El y Mark Jindrak pelearon para la HUSTLE como equipo bajo los nombres de Sodom y Gomorrah (Sodoma y Gomorra).
Morgan también trabajó para la Nu-Wrestling Evolution en Italia y en Rings of Europe en Austria, donde participó como Heel en una Rumble Match de 20 hombres. Él y Joe Legend se volvieron aliados pero fueron incapaces de derrotar al Héroe Austriaco Big Van Walter al final de todo.

### Total Nonstop Action Wrestling (2007 - 2013)

#### 2007
Morgan debutó en la Total Nonstop Action Wrestling (TNA) en el episodio TNA Today del 7 de agosto del 2007, apareciendo el en fondo de un segmento con Eric Young y Jeremy Borash. En el episodio del 9 de agosto de TNA Impact!, Morgan apareció al lado del gerente de TNA Jim Cornette, siendo su "guardaespaldas". Morgan fue el refuerzo en la lucha entre Samoa Joe y Christian Cage en Bound for Glory, previniendo la Christian's Coallition para evitar que Joe le diera a Cage su primera derrota en TNA.
Morgan tuvo que contener la lucha entre Tomko y A.J. Styles en la edición de Impact! del 18 de octubre cuando ellos intentaban interferir en el evento principal, evitando que Christian derrotara a Samoa Joe en una lucha por el derecho a luchar por el título.

#### 2008-2009
En la edición del 13 de abril de 2008 de TNA Impact!, fue revelado que Morgan admitiría en el Team Tomko a James Storm, dándoles una ventaja de 5-4 en Lockdown; al final del programa, Morgan se unió al Equipo de Cage. La semana siguiente, Jim Cornette relevó a Morgan como su asistente para convertirlo en un luchador completo. Con Morgan en el Team Cage se estableció como face y retomó el apodo de "The Blueprint". Morgan hizo equipo con Kip James en Sacrifice como resultado del empate en el Deuces Wild Tournament. El inició un feudo con The Rock 'n Rave Infection luego de derrotar a Jimmy Rave en menos de 2 minutos el 17 de julio. Lance Rock inmediatamente retó a Morgan, quien lo derrotó rápidamente.

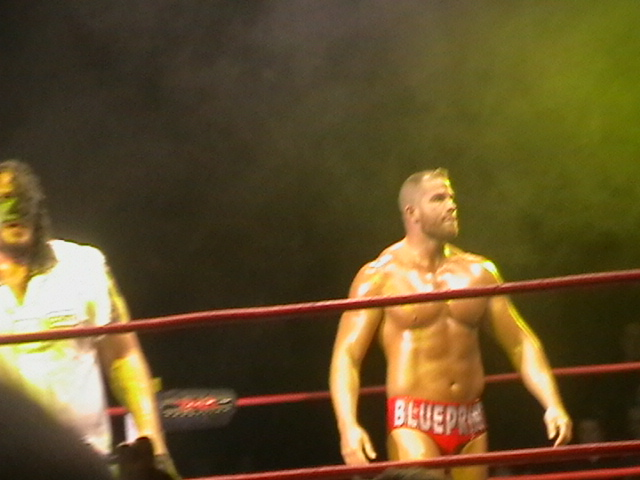
Morgan haciendo equipo con Abyss a finales del 2008.

Morgan hizo equipo con Abyss y se enfeudaron con Team 3D. Ambos derrotaron a Team 3D en No Surrender, pero perdieron en Bound for Glory IV en una lucha Monster's Ball por el Campeonato Mundial en Parejas de TNA, lucha que ganó Beer Money, Inc. en donde también participaron The Latin American Xchange y Team 3D. El 6 de noviembre de en Impact! Morgan y Abyss ganaron un Ladder Match, ganando una oportunidad por el Campeonato Mundial en Parejas de Beer Money, Inc., lucha que perdieron en Final Resolution. Abyss y Morgan ganaron una tercera oportunidad por los cinturones en Genesis, en donde se enfrentaron a Beer Money, Inc. y los entonces campeones Jay Lethal y Consequences Creed. Durante la lucha, Abyss golpeó accidentalmente a Morgan con uno de los cinturones, causando su derrota ante Beer Money.
En el siguiente Impact!, el equipo peleó contra Lethal Consequences en una lucha para ser el contendiente número uno por el campeonato en parejas, que terminó cuando Morgan fue cubierto de nuevo por culpa de Abyss. El 23 de febrero en Impact!, Morgan y Abyss lucharon contra Beer Money, Inc. en una lucha no titular. Poco antes del final de la lucha, Morgan golpeó a Abyss con una silla, dándole la victoria a Storm y a Roode, cambiando a Heel.
Esta acción inició un feudo entre Morgan y Abyss, luchando en Against All Odds Destination X y en Lockdown, perdiendo Morgan la primera y ganando las dos siguientes.

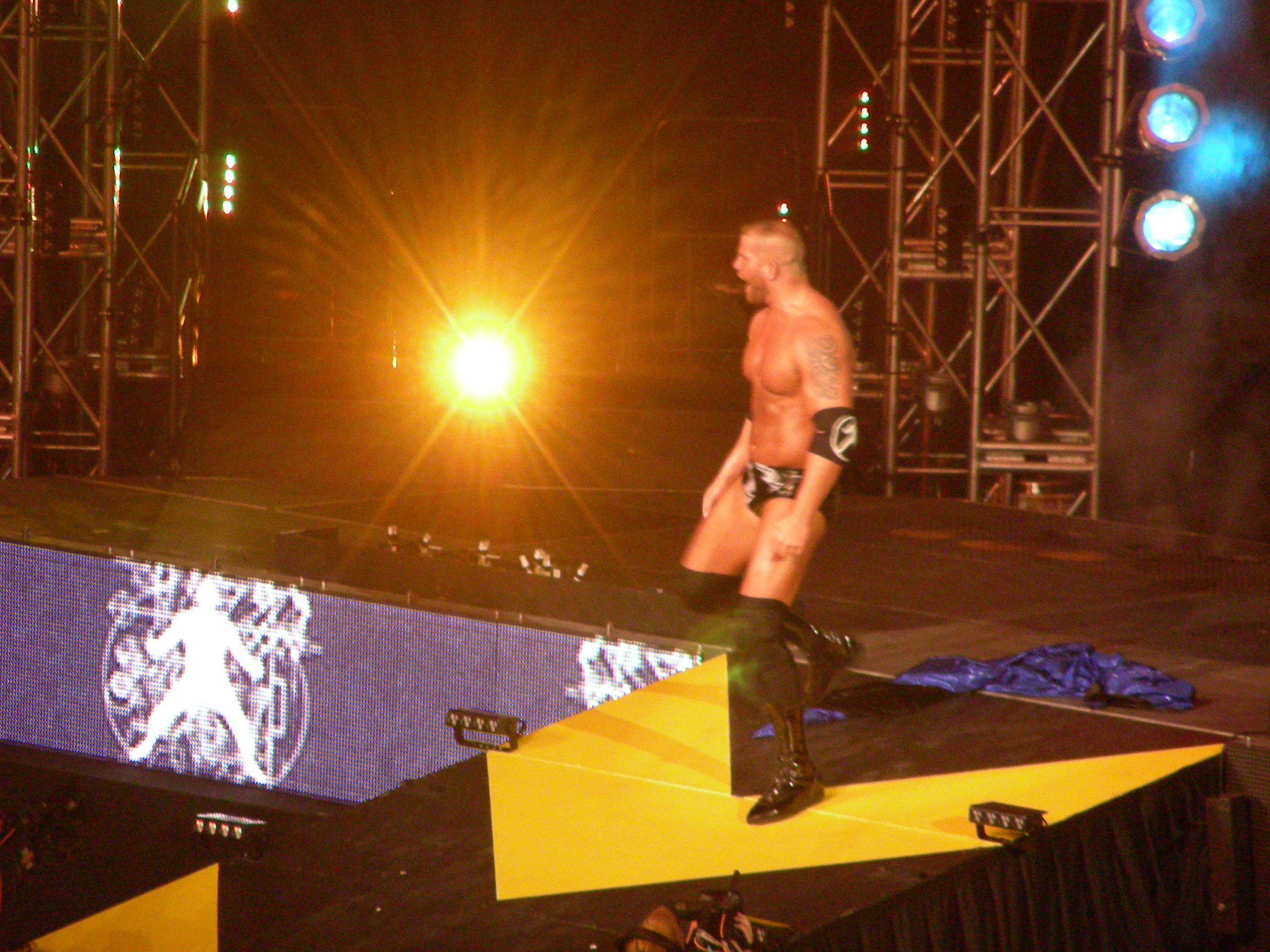
Morgan haciendo su entrada a Slammiversary 2009.

Las siguientes semanas, Morgan inició una campaña para convencer a The Main Event Mafia para que lo admitieran como un nuevo miembro. Como prueba, Morgan se enfrentó a Sting en Slammiversary, pero no fue capaz de derrotarlo y fue rechazado por Mafia. En Victory Road derrotó a Daniels y tuvo su primera lucha por el Campeonato Mundial Peso Pesado de la TNA de Kurt Angle en Hard Justice en donde se enfrentó a Sting y Kurt Angle, ganando Angle la lucha al cubrir a Morgan. Tras esto, tuvo un feudo con el líder de Angle, enfrentándose a él en No Surrender, luchando por su Campeonato Mundial Peso Pesado en una lucha donde también participaron Hernández, Sting y A.J. Styles, ganando Styles la lucha. El 24 de septiembre en Impact!, hizo equipo con Hernández para derrotar a Kurt Angle y a Eric Young, lo cual solidificó su estatus como face. Su feudo con Angle terminó en Bound for Glory, donde ambso se enfrentaron, ganando Angle la lucha. En el programa del 5 de noviembre, Morgan y Hernández iniciaron un feudo con Team 3D, luego de que Brother Ray golpeará a Morgan con una silla. El 12 de noviembre, Team 3D acompañados por Rhyno retarón a una lucha de equipos a Morgan y Hernández, los cuales argumentaron que podrían ganarle a los 3 aunque estuvieran en desventaja, cuando apareció D'Angelo Dinero y se autoproclamó su nuevo compañero de equipo. Los dos tríos se enfrentaron en Turning Point, ganando el equipo de Team 3D & Rhyno. Durante las siguientes semanas, Jesse Neal su unió al equipo de Rhyno y Dinero propuso a Suicide unirse al suyo. En Final Resolution, el equipo de Morgan, Dinero, Hernández y Suicide derrotó al de Team 3D, Rhyno y Neal, siendo Morgan el único superviviente de la lucha.

#### 2010

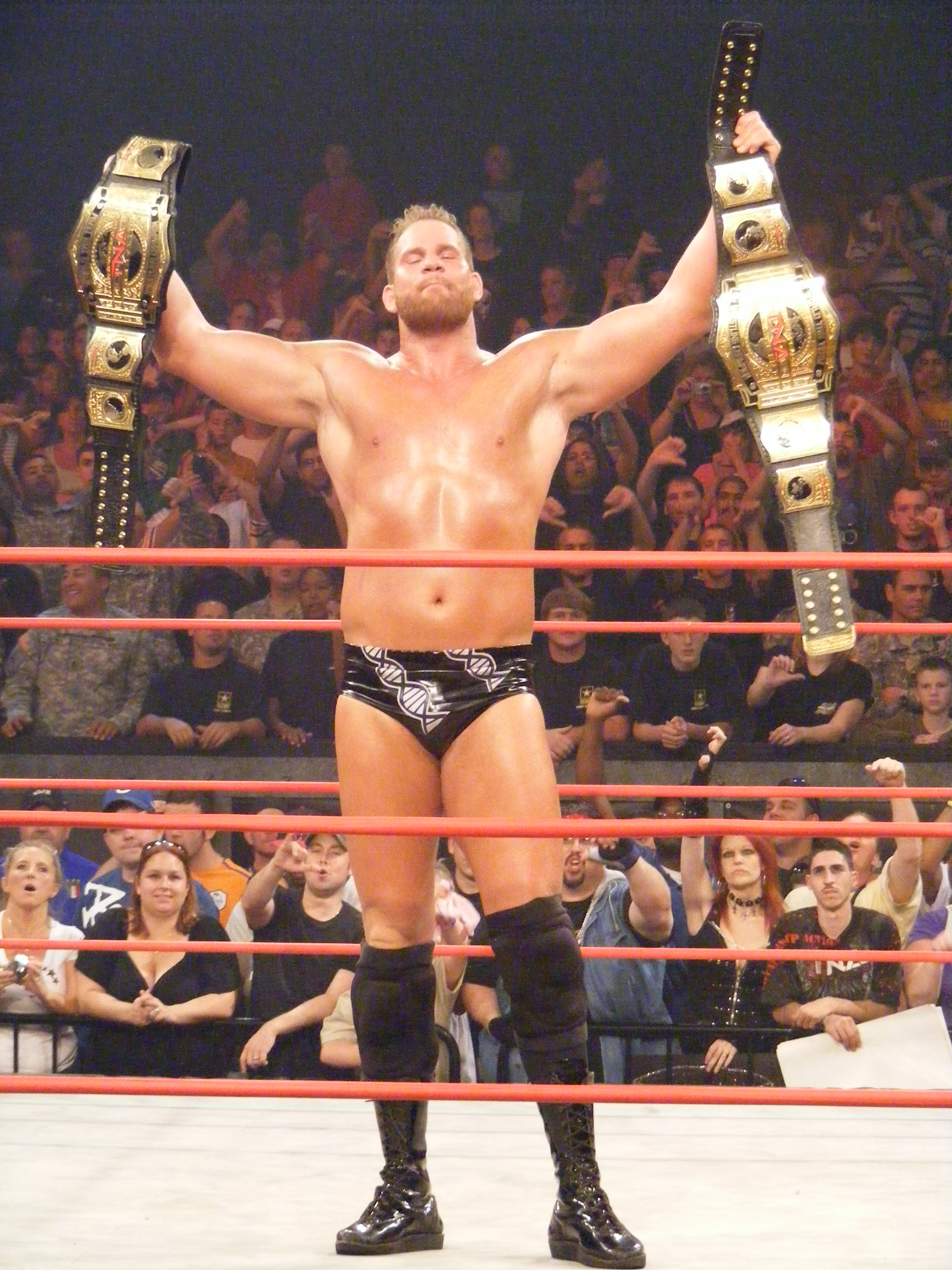
Morgan como el único Campeón Mundial en Parejas de la TNA.

Tras esto, empezó a hacer pareja con Hernández, con quien ganó el Campeonato Mundial en Parejas de la TNA al derrotar a The British Invasion (Brutus Magnus & Doug Williams) en Genesis. Tras esto, participó en un torneo para nombrar al retador número uno por el Campeonato Mundial Peso Pesado de la TNA, derrotando a Suicide el 11 de febrero. En Against All Odds derrotó en los cuartos de final a Hernández, pero perdió en la semifinal ante D'Angelo Dinero. Luego de eso, en batallas posteriores comenzó a entrar en desacuerdo con Hernández durante los combates, hasta Destination X, donde, después de retener el título ante Beer Money, Inc., aplicó su Carbon Footprint a Hernández, lesionándole (Kayfabe) y volviendo a ser heel. Durante su etapa en solitario, empezó a desarrollar una doble personalidad, refiriéndose a sí mismo como "nosotros". Para sus defensas ante otros equipos, pidió ayuda a luchadores como Amazing Red, Jesse Neal o Shannon Moore, a quienes atacaba después de que terminara la lucha. Sin embargo, el 5 de mayo, fue atacado por Samoa Joe y, tras esto, Kevin Nash usó una oportunidad por su título junto a Scott Hall, perdiendo Morgan el campeonato. Luego, intentó recuperarlo, pero se le asignó como pareja a Hernández, quien le atacó antes del combate, por lo que perdió de nuevo. Esto hizo que su feudo se reactivara, derrotándole en Slammiversary VIII por descalificación cuando Hernández atacó al árbitro. Finalmente, ambos terminaron su feudo en Victory Road en un Steel Cage match, el cual ganó Hernández al escapar antes que Morgan.

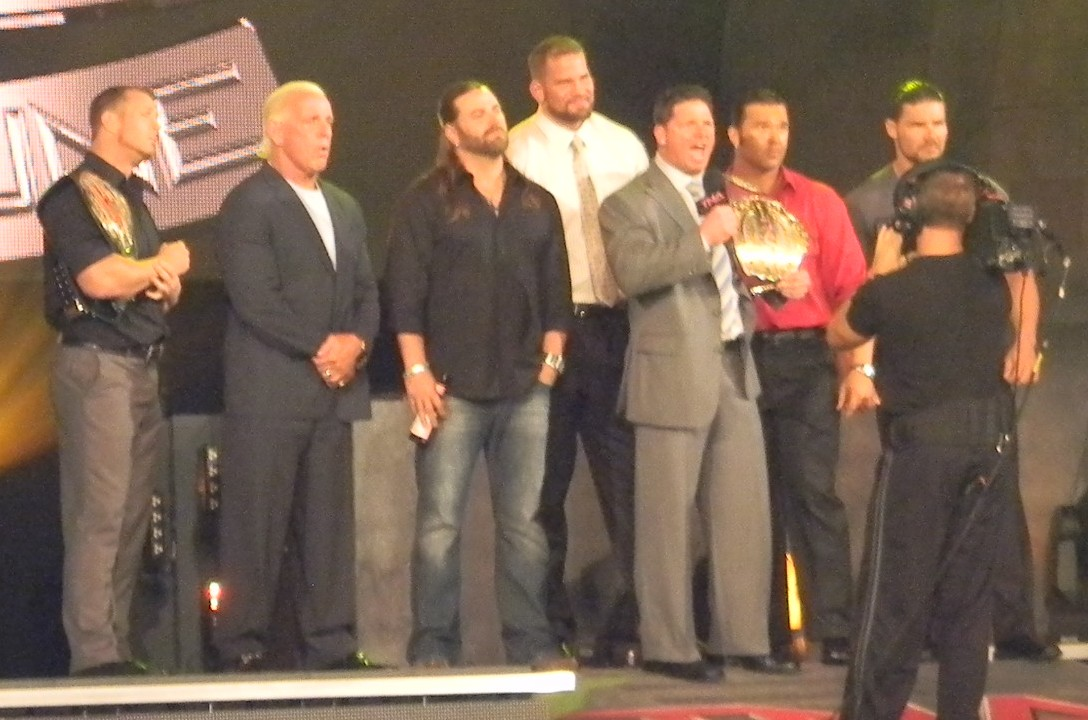
Morgan con el resto de Fortune en agosto de 2010.

La siguiente edición de iMPACT!, Morgan perdió en menos de un minuto ante D'Angelo Dinero. Tras la lucha, le intentó atacar, pero fue salvado por Mr. Kennedy. A la semana siguiente, perdió ante Kennedy. Al final, se pactó el 12 de agosto, en The Whole F*n Show se enfrentó en un combate contra Dinero y Anderson, ganando Morgan el combate. Ese mismo día, se unió al stable de Ric Flair Fortune, atacando a los miembros de EV 2.0, empezando un feudo ambos stables. En Bound for Glory, ambos stables se enfrentaron en un Lethal Lockdown match, donde EV 2.0 (Tommy Dreamer, Sabu, Stevie Richards, Raven & Rhino) derrotó a Fortune (A.J. Styles, Kazarian, Robert Roode, James Storm & Matt Morgan). Tras esto, Fortune se fusionó con The Immortals el 17 de octubre, sin embargo, a Morgan no le gustó el hecho de que pusieran a Mr. Anderson en una lucha contra Jeff Jarrett con una contusión, por lo que el 28 de octubre, Morgan giró a face al enfrentarse a Jarrett en un Chain match, pero fue derrotado. Tras el combate, atacó a Jarrett, pero fue atacado por Fortune, siendo expulsado del grupo. En Turning Point, tomó el relevo de Anderson, enfrentándose a Hardy por el Campeonato Mundial Peso Pesado de la TNA, pero fue derrotado por Hardy. Sin embargo, durante el combate, realizó un pinfall que el árbitro pasó porque Hardy levantó únicamente una pierna, por lo que se acordó una lucha con un árbitro especial, el cual sería Ric Flair. Sin embargo, derrotó a Flair, obteniendo el derecho a elegir un árbitro, siendo Mr. Anderson. En Final Resolution, volvió a enfrentarse a Hardy, pero fue derrotado de nuevo cuando Eric Bischoff, al quedar Anderson inconsciente, introdujo un árbitro y le costó la lucha.

#### 2011

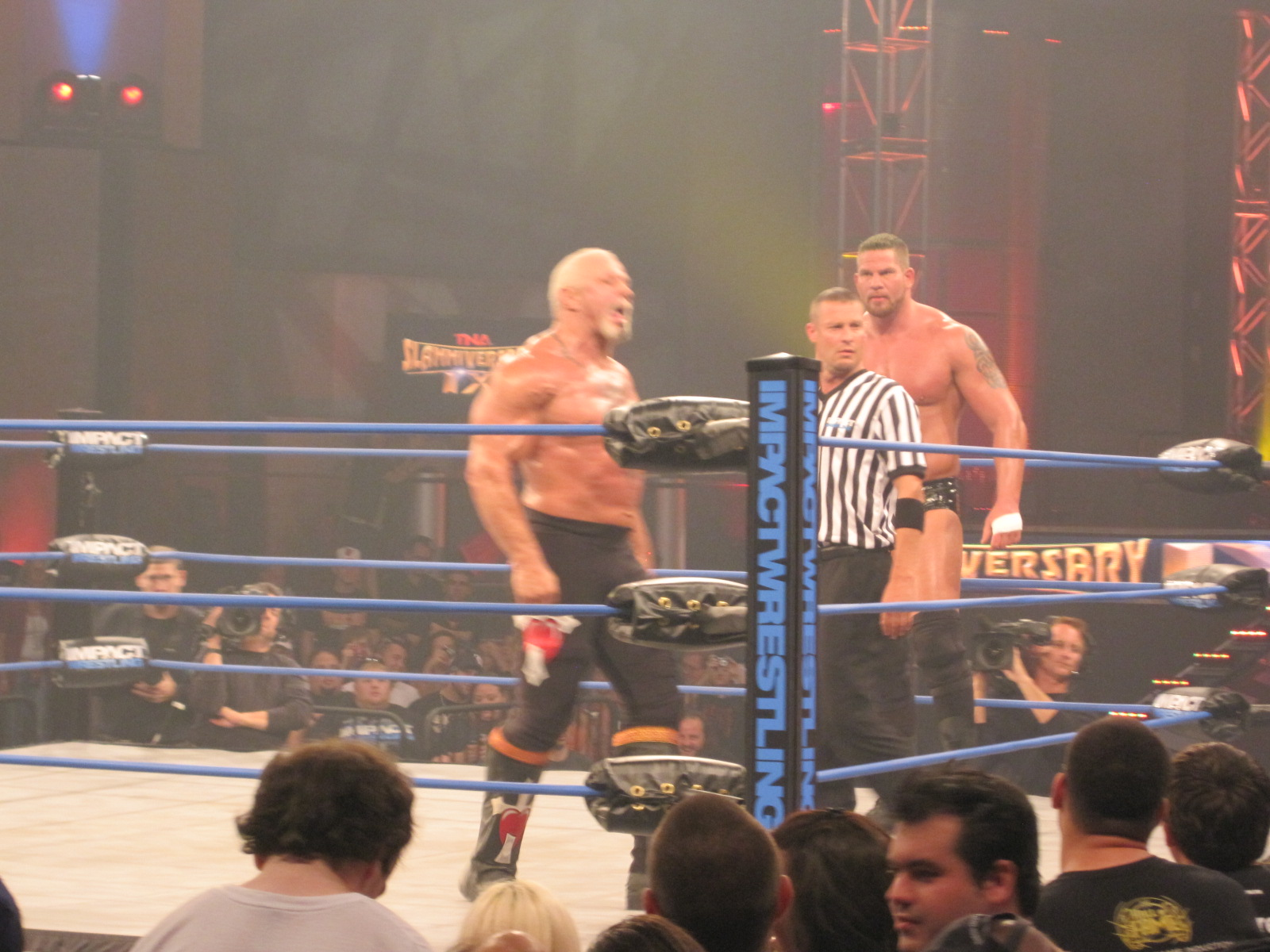
Morgan enfrentándose a Scott Steiner en Slammiversary IX.

A causa de esto, Bischoff pactó una lucha entre él y Anderson en Genesis para decidir al contendiente número 1 al Campeonato Mundial Peso Pesado, lucha que Morgan perdió. Luego, tuvo una oportunidad contra el nuevo campeón Mr. Anderson el 10 de febrero en Impact, pero perdió debido a una interferencia de Hernández, quien hizo su regreso a TNA como heel, por lo que reanudó su feudo con Hernández. Ambos se enfrentaron en Victory Road en un First Blood Match, la cual ganó Hernández cuando le tiró un colorante rojo que el árbitro confundió con sangre. Continuó su feudo con Hernández y su nuevo stable, Mexican America. Finalmente, ambos se enfrentaron en Lockdown en un Steel Cage Match donde Morgan derrotó a Hernández, terminando el feudo. La siguiente semana en Impact! inició un feudo con Scott Steiner, cuando le atacó cuando ambos exigían una oportunidad por el Campeonato Mundial Peso Pesado de la TNA, derrotándole en Slammiversary IX.
Ese mismo mes, Morgan pasó a participar en el Bound for Glory Series, un torneo para nombrar al nuevo contendiente para el Campeonato Mundial Peso Pesado en Bound for Glory. El 21 de julio en Impact Wrestling, Morgan ganó un ladder match en la que participaron Gunner, A.J. Styles y Samoa Joe, obteniendo 10 puntos y logrando el tercer puesto. Sin embargo, tuvo que retirarse del torneo debido a que pocos días después le diagnosticaron una torcedura en su músculo pectoral, lo que le dejó inactivo seis semanas. A pesar de eso, siguió apareciendo en TNA como comentarista de los combates del torneo hasta que el 29 de agosto se informó de que podía regresar activamente.
El 1 de septiembre, Morgan intentó parar a Samoa Joe, quien estaba saboteando el torneo atacando a sus participantes, pero fue atacado por él. Esa misma noche, ambos pelearon en el ring, terminando con Joe atacándole con una silla de acero. Sin embargo, se enfrentaron en No Surrender, donde Morgan derrotó a Joe, pero en la siguiente edición de Impact Wrestling fue derrotado en la revancha en un Submission match. En Bound for Glory, Morgan se enfrentó a Joe y a Crimson, saliendo ganador el segundo.
Sin embargo, Morgan dijo que Crimson no le derrotó a él, sino a Joe, por lo que lucharon los dos en Turning Point, donde quedaron empate por empujar al árbitro. La semana siguiente derrotó junto a Crimson a Mexican America (Hernández & Anarquía), ganando el Campeonato Mundial en Parejas de la TNA. A la siguiente semana, junto a Crimson volvieron a derrotar a Mexican American en la revancha, reteniendo su Campeonato en la primera defensa. En Final Resolution, Morgan & Crimson defendieron los campeonatos al derrotar a D'Angelo Dinero & Devon. Ese mismo mes, Morgan derrotó a Scott Steiner en la final de un torneo en Ring Ka King, un proyecto de la TNA en India, coronándose como el primer Campeón Peso Pesado. Dos días después, lo perdió frente a Sir Brutus Magnus.

#### 2012-2013
En Genesis, junto a Crimson retuvieron los Campeonatos Mundiales en Parejas de TNA ante Samoa Joe & Magnus. Sin embargo, en Against All Odds, perdieron los Campeonatos frente a Samoa Joe & Magnus. El 23 de febrero en Impact Wrestling, ambos recibieron su revancha frente a Joe & Magnus, pero fueron derrotados. Sin embargo, el 8 de marzo ambos derrotaron a Robbie E & Robbie T, ganando una nueva oportunidad. Dicha oportunidad fue cobrada en Victory Road, donde nuevamente fueron derrotados por Samoa Joe & Magnus, luego de que Crimson lo traicionara. Esto causó que ambos se enfrentaran en Lockdown en un Steel Cage match, donde Morgan fue derrotado cuando Crimson escapó de la jaula. En la edición del 10 de mayo en Impact Wrestling, Morgan y Crimson se iban a enfrentar en lo que era considera su "enfrentamiento final", sin embargo, antes de que el combate pudiese comenzar, Morgan fue atacado por Bully Ray. Después de que Morgan fuera llevado en camilla, el árbitro le dio a Crimson la victoria por cuenta de fuera. Debido a esto, Morgan quedó lesionado(Kayfabe). A partir de ahí, trabajó tan solo en eventos en vivo hasta que su contrato expiró el 16 de junio.
Después de estar meses negociando un contrato con la WWE, Morgan hizo una aparición sorpresa en un evento en vivo de la TNA en Bethlehem, Pensilvania el 15 de septiembre, saltando la valla del público con ropa de calle. Este hecho fue destacado el 4 de octubre en Impact Wrestling, donde Bruce Prichard le llamó la atención a D'Lo Brown por haberle dejado atacar a un árbitro de TNA. Hizo su regreso en el PPV Bound for Glory ayudando a Joey Ryan a derrotar a Al Snow para ganar un contrato con TNA. La siguiente edición de Impact Wrestling, explicó el porqué de sus acciones, alegando que Hulk Hogan no había cumplido sus promesas de convertirle en una gran estrella. La semana siguiente, Morgan apareció durante la inauguración de una tienda de Hogan, robándole la capa con la que entró en su combate de WrestleMania III ante André the Giant. En Impact Wrestling, insinuó que, aunque le había prometido su apoyo, en realidad le estaba traicionando. En Final Resolution tuvo una lucha por el Campeonato Mundial en Parejas junto a Joey Ryan, contra Chavo Guerrero y Hernández pero perdieron por descalificación tras agredir al árbitro.
En Genesis volvieron a enfrentarse a los Campeones Mundiales en Parejas, pero fueron derrotados de nuevo.
En marzo, empezó a "limpiar sus asuntos" con Hogan debido a los ataques sufridos al campeón Jeff Hardy. El 25 de abril ofreció sus servicios a Hogan para enfrentarse al stable Aces and Eights, a cambio de obtener una oportunidad titular en Slammiversary, but was firmly denied. Sin embargo, la siguiente semana se enfrentó a Sting, estando en juego la oportunidad titular, siendo derrotado. Tras esto, su última aparición en la empresa fue el 13 de junio, siendo derrotado por Magnus en un combate clasificatorio a las BFG Series, combate en el que también participaron Kenny King y Rob Terry. El 9 de julio TNA Wrestling le concedió la liberación de su contrato.

## Otras Apariciones
En el 2008, Morgan aceptó una oferta para aparecer en la tercera serie de American Gladiators como uno de los gladiadores. Morgan, bajo el nombre de "Bestia", hizo su debut en la primera noche de las semifinales. El derrotó a dos oponentes en menos de 8 segundos.

## Vida personal
Morgan anunció en un episodio de TNA Impact! durante el segmento TNA Webography, donde las super estrellas de TNA platican a los fanes sobre su vida, que él se casó con una filipina llamada Larissa en Hawái por 4 años. Durante esa Webography anunció que cuando tenía 5 años fue diagnosticado con un Desorden de Hiperactividad y Déficit de Atención.
En una entrevista con Pro Wrestling Report en 540 ESPN Radio, el admitió "Soy un gran fan de Jay-Z" y su apodo "The Blueprint" fue inspirado por el álbum con el mismo nombre, de dicho rapero.
En agosto del 2008, se anunció que Morgan contribuiría con una muestra de su ADN sería lanzado al espacio como parte del proyecto del diseñadore de juegos Richard Garriott "Operación Inmortalidad".

## En lucha

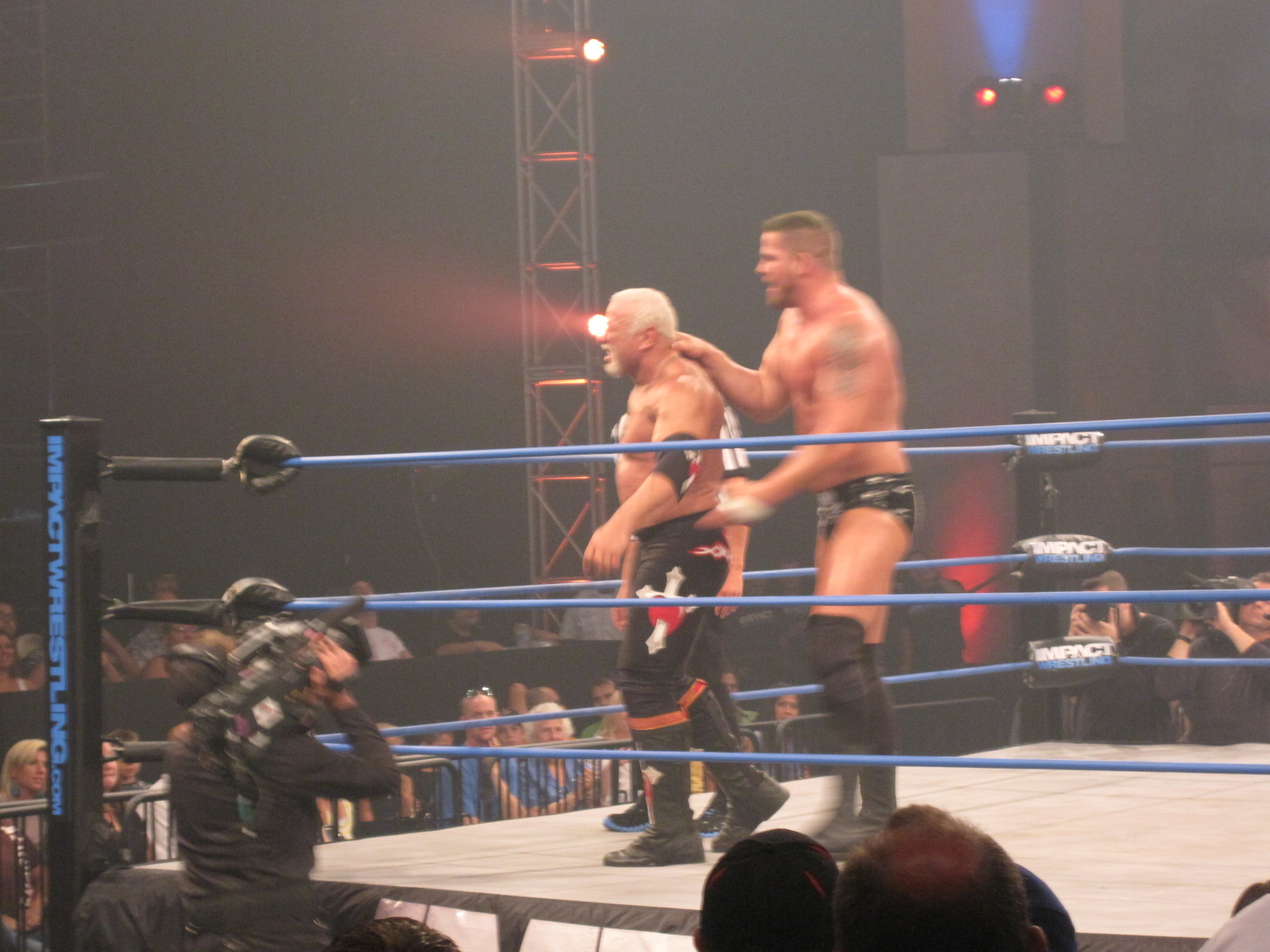
Morgan preparándose para aplicar un "reverse chokeslam" a Scott Steiner.

- Movimientos finales
  - Carbon Footprint[83] (Running bicycle kick)
  - Hellevator[2] (TNA) / Mount Morgan Drop[2] (AJPW) (Vertical suplex side slam)
  - F-5[2][84] (Fireman's carry facebuster) - 2005-presente; como tributo a Brock Lesnar

- Movimientos de firma
  - Rabid Dog Tackle[85] (Spear)
  - Arm twist ropewalk chop[86]
  - Corner body avalanche[83]
  - Chokeslam,[2] a veces sobre la rodilla
  - Sitout chokebomb[2]
  - Discus clothesline[87]
  - Diving crossbody[83]
  - Dropkick[88]
  - Fallaway slam[83]
  - Guillotine leg drop[83]
  - Leapfrog body guillotine a un oponente sobre la tercera cuerda[83]
  - Múltiples elbow strikes a un oponente arrinconado
  - Gutwrench powerbomb
  - Sitout powerbomb[2]
  - Sidewalk slam[83]
  - Swinging side slam[83]

- Managers
  - Carlito
  - Paul Heyman
  - Theodore Long
  - Jim Cornette

- Apodos
  - "The Blueprint"[88]
  - "The Most Genetically–Jacked, Athletically–Stacked Giant Walking Today"[89]
  - "The DNA of TNA"[90]

## Campeonatos y logros
- Far North Wrestling

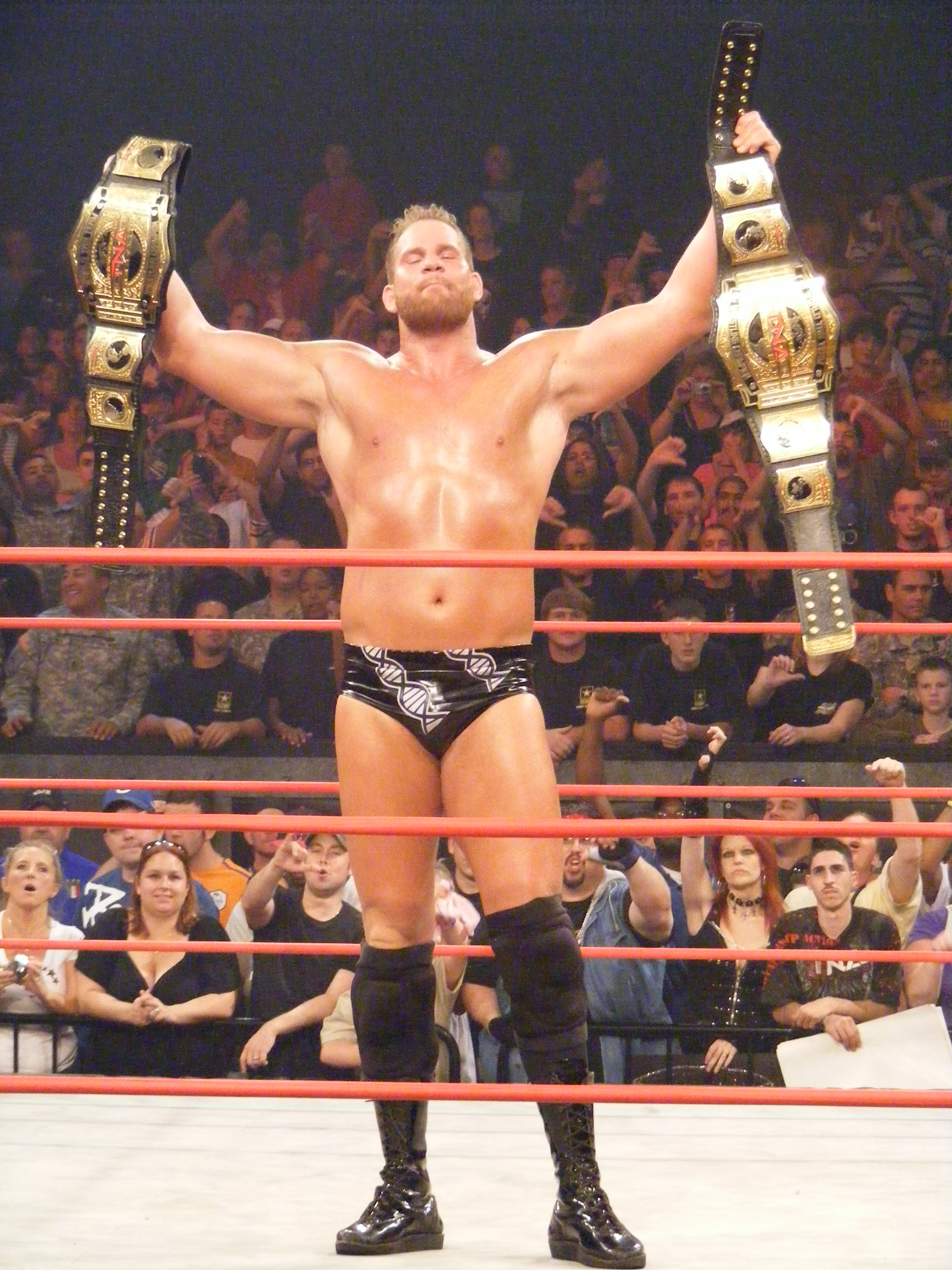
Morgan durante su período en solitario como Campeón Mundial en Parejas de la TNA.

  - FNW Heavyweight Championship (1 vez)[91]

- National Wrestling Alliance
  - NWA FUW Heavyweight Championship (1 vez, actual)[92]

- Ohio Valley Wrestling
  - OVW Heavyweight Championship (2 veces)[13]

- Ring Ka King
  - Ring Ka King Heavyweight Championship (1 vez)[56]

- Total Nonstop Action Wrestling
  - TNA World Tag Team Championship (2 veces) - con Hernández (1) y Crimson (1)

- Pro Wrestling Illustrated
  - Situado en el N.º 169 en los PWI 500 de 2003[93]
  - Situado en el N.º 49 en los PWI 500 de 2004[94]
  - Situado en el N.º 54 en los PWI 500 de 2005[95]
  - Situado en el N.º 410 en los PWI 500 de 2006[96]
  - Situado en el N.º 126 en los PWI 500 de 2008[97]
  - Situado en el N.º 86 en los PWI 500 de 2009[98]
  - Situado en el N.º 38 en los PWI 500 de 2010[99]
  - Situado en el N.º 32 en los PWI 500 de 2011[100]
  - Situado en el N.º 50 en los PWI 500 de 2012
  - Situado en el N.º 134 en los PWI 500 de 2013